# William Xavier
William Xavier Barbosa (ur. 22 września 1983) – brazylijski piłkarz występujący na pozycji napastnika.

## Kariera piłkarska
Od 2000 do 2013 roku występował w Comercial, Figueirense, Athletico Paranaense, Votuporanguense, Rio Branco, America, CR Vasco da Gama, Botafogo, Vegalta Sendai, Vitória, Rio Preto, Botafogo, Kortrijk, Santo André i Portuguesa.